# Bewoond Bewaard
Bewoond Bewaard is een Nederlandse vereniging van bewoners-eigenaren van cultuurhistorisch erfgoed. Het lidmaatschap staat open voor mensen die een rijks- of gemeentemonument of een deel daarvan in eigendom hebben en dit monument geheel of gedeeltelijk voor bewoning gebruiken. 

## Doelstelling
De vereniging van eigenaren-bewoners van monumenten Bewoond Bewaard is opgericht op 6 mei 1997. De belangenbehartiging van categorieën monumenten als kerken, molens, boerderijen, kastelen en industrieel erfgoed waren voor die tijd meestal geregeld, maar de grootste groep, die van de woonhuizen hadden geen belangenbehartigers. Veel eigenaren/bewoners zijn niet goed bekend met de ingewikkelde regelingen die door ministeries, provincies en gemeenten worden uitgevaardigd en die (in)direct met hun monument te maken hebben. De vereniging ondersteunt de leden door kennisoverdracht en het onderhouden van contacten met gemeentelijke, provinciale en rijksoverheid, andere instellingen, groeperingen en particulieren.

## Activiteiten
Bewoond Bewaard geeft enkele keren per jaar een nieuwsbrief uit. Jaarlijks zijn er ledenvergaderingen en worden excursies gehouden. Leden ontvangen een door Bewoond Bewaard uitgegeven monumentenschildje.
De vereniging is aangesloten bij de koepelorganisatie Federatie Instandhouding Monumenten.
Bewoond Bewaard heeft zich ook ingezet bij de gaswinningsproblematiek in Groningen door de Vereniging Groninger Monument Eigenaren, een op monumenten gerichte belangengroepering, te ondersteunen bij de oprichting.